# نشات ارتاش
نشات ارتاش (به ترکی استانبولی: Neşet Ertaş)(زاده ۱۹۳۸– مرگ ۲۵ سپتامبر ۲۰۱۲) خواننده سنتی، ترانه‌سرا، عاشیق مدرن و نوازنده باغلاما است. یاشار کمال لقب "Bozkırın Tezenesi" (به معنای "مضراب دشت") را به ارتاش داده‌است.

## سال‌های اولیه و زندگی خانوادگی
نشات ارتاش در سال ۱۹۳۸ در کرتیلار که روستایی دراستان قرشهر است، زاده شد. پدرش، محرم ارتاش، نیز شاعری مردمی بود. مادر او، دون کوچ، همسر دوم محرم بود که پس از درگذشت همسر اول خود، هاتیس، با او ازدواج کرد. نشات دومین فرزند از مجموع چهار فرزند خانواده بود. او یک برادر بزرگتر ناتنی و دو خواهر کوچکتر ناتنی از اولین ازدواج پدرش داشت.
نشات در سال ۱۹۶۰ با لیلا، خواننده اهل بولو، در آنکارا ازدواج کرد. آنها دو دختر و یک پسر به دنیا آوردند و بعد از ده سال طلاق گرفتند.

## حرفه موسیقی
در شش سالگی، نشات ارتاش ابتدا نوازندگی ویولن و سپس باغلاما را آغاز کرد.در چهارده سالگی به استانبول رفت، و در یک باشگاه شبانه در بی‌اوغلو به نوازندگی پرداخت. پس از دو سال، به آنکارا نقل مکان کرد تا کار خود را به عنوان نوازنده ادامه دهد. او برای نوازندگی در ایستگاه رادیویی دولتی «رادیو ترکیه» (TRT) در آنکارا اقدام کرد و به اجرای آهنگ‌های عامیانه ترکی پرداخت. در همان زمان، او شب‌ها در باشگاه‌های شبانه نیز اجرا می‌کرد.
در این دوره او محبوبیت بسیاری در کشور به دست آورد و کنسرت‌های زیادی برگزار کرد. در سال ۱۹۷۸، انگشتان ارتاش دچار فلج شدند. به همین دلیل یک سال بعد برای مداوا به آلمان رفت و بهبود یافت. یک مدرسه هنری آلمانی به او پیشنهاد تدریس موسیقی را داد و وی دو سال به آموزش موسیقی در آلمان پرداخت.
در دوران اقامت در آلمان، ارتاش خود را وقف آموزش فرزندان خود کرده بود و تقریباً در کشورش فراموش شده بود. با این حال برخی افراد همچنان از پخش موسیقی و اشعار وی در ترکیه سود می‌بردند. در آغاز سال ۲۰۰۰، او علناً علیه TRT که مدعی بود ارتاش مرده‌است، شکایتی تنظیم کرد.
پس از ۲۳ سال، او به خانه بازگشت و مورد استقبال قرار گرفت. با این حال، وی عنوان «هنرمند ملی» را که دولت ترکیه می‌خواست به وی اعطا کند، رد کرد و گفت: «من قبلاً هنرمند این کشور شده‌ام.»
اولین آهنگ ارتاش در سال ۱۹۵۷ منتشر شد. وی در طول دوران فعالیتش بیش از ۳۰ آلبوم ضبط کرد.

## جوایز
در سال ۲۰۰۶، مجلس ملی کبیر ترکیه مدال خدمات برجسته کشوری را به ارتاش اهدا کرد که او به قول خودش «به نمایندگی از اجداد خود» آن را پذیرفت.
در سال ۲۰۱۰، نشات ارتاش با دریافت جایزه " گنجینه ملی انسانی زنده " یونسکو مورد تقدیر قرار گرفت.
در ۲۵ آوریل ۲۰۱۱، دانشگاه فنی استانبول مدرک دکترا افتخاری به او اعطا کرد.

## مرگ و دفن
ارتاش در ۲۵ سپتامبر ۲۰۱۲ در سن ۷۴ سالگی در بیمارستانی در ازمیر درگذشت. او دو هفته قبل از آن برای معالجه سرطان بستری شده بود. جسد وی به آنکارا منتقل شد و از آنجا به روستایش در استان کرشهیر منتقل شد. مراسم تشییع جنازه او در مسجد آخی اوران و با حضور سیاستمداران بلندپایه‌ای چون نخست‌وزیر رجب طیب اردوغان، ارتوغرول گونای وزیر فرهنگ، کمال قلیچداراوغلو رهبر مخالفان و افراد مشهور حوزه موسیقی ترکیه مانند اورهان گنجه‌بای و همچنین ده‌ها هزار نفر از مردم برگزار شد.